# 五股西雲寺
五股西雲寺，古稱西雲岩，是位於臺灣新北市五股區成州里的觀音寺，為早期開墾當地的客家族群所建，寺身列為古蹟。

## 歷史沿革

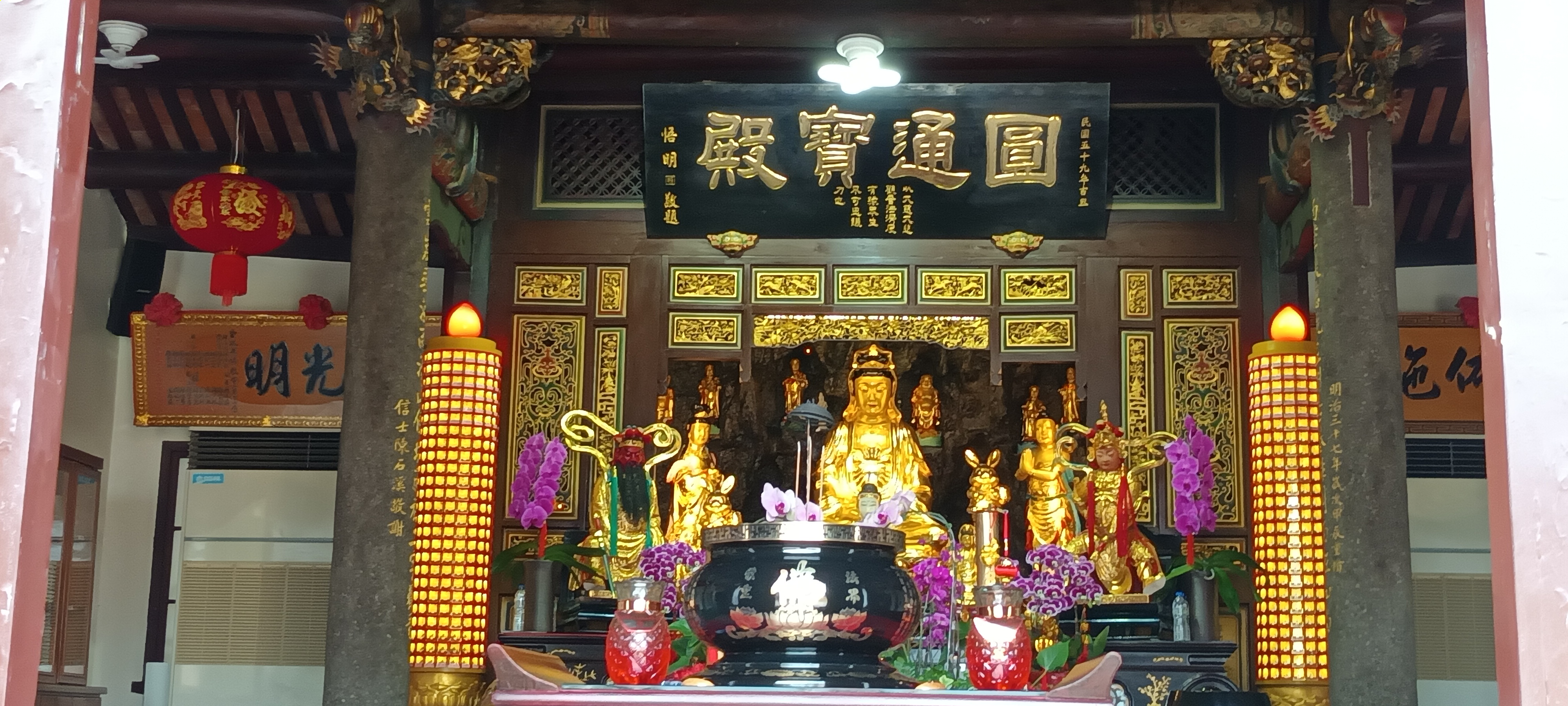
五股西雲寺大殿

1720年代，客家胡焯猷陸續開墾泰山、八里、五股、淡水等土地。客家族群在取得五股大片土地後，為了方便管理觀音山獅頭巖山腳下的獅子頭渡船碼頭，遂由林作哲獻地，胡焯猷等於乾隆十七年（1752年）興建此觀音寺。開山主持為省源法師，乃湧泉寺僧人。
由於淡水河系過去可溯大漢溪到今桃園大溪一帶，西雲寺位在淡水河口，因此曾香火鼎盛。早期信眾會搭船從淡水河至五股成子寮（今五股成泰路三段一帶的淡水河岸）下船，先到俗稱「外岩」的西雲寺進香，然後循禮佛古道爬到山上稱為「內岩」的凌雲禪寺參拜。此外，相傳西雲寺周圍有「金龜穴」的風水傳聞，為臺灣著名的墓地。

## 建築

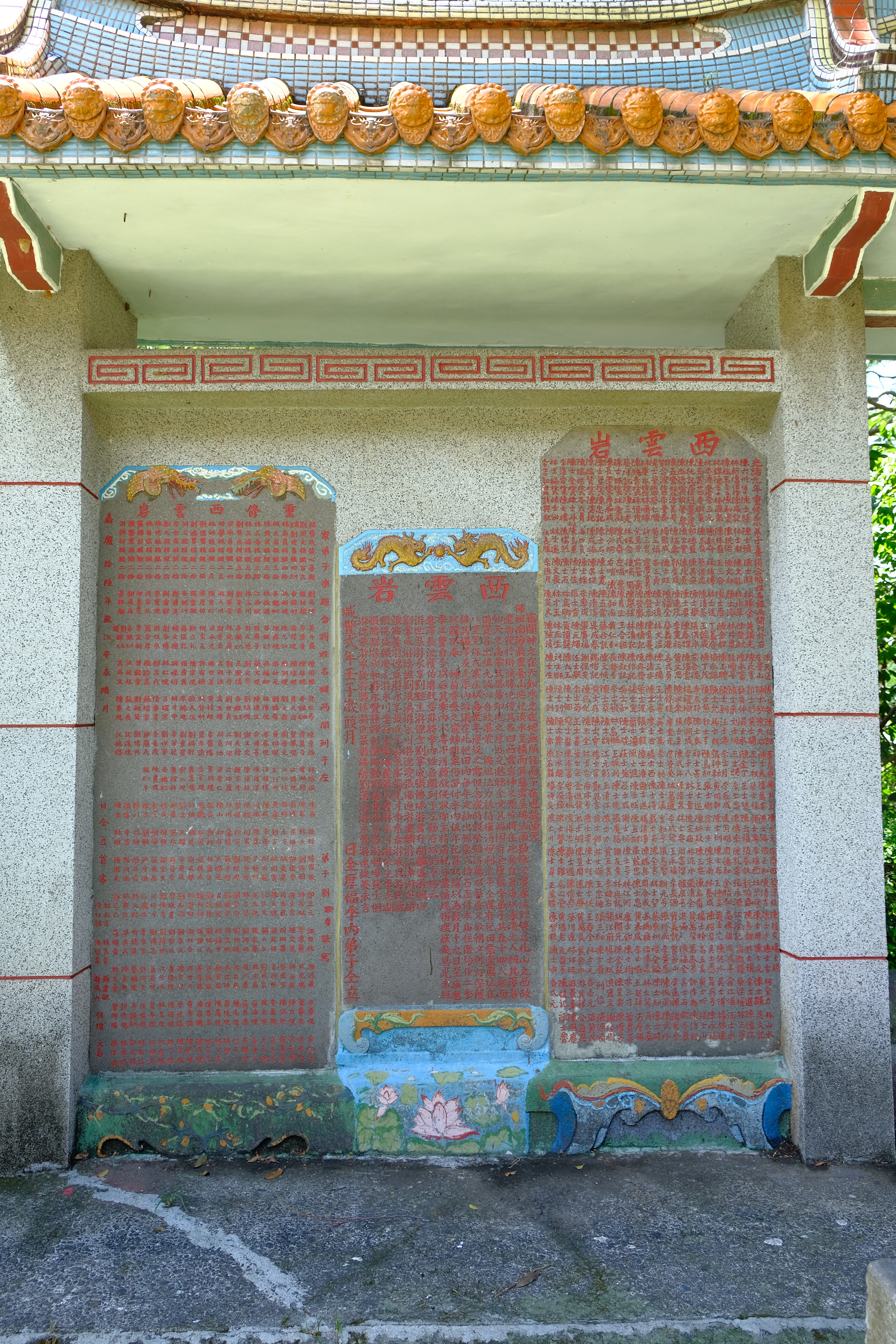
重修西雲岩捐題碑、捐置西雲岩佛祖香燈碑、西雲岩重修捐題碑

此寺並無一般廟宇的雕樑畫棟，而是近似閩南的三合院建築。
依寺方古碑文上的捐助信眾姓氏，咸豐、嘉慶年間的修建，大多以游、劉、胡等客家姓氏為主，但因後來發生耕作歉收，閩籍佃農交不出租稅，因而爆發閩客械鬥，事後多數的閩籍佃農取代了少數的客籍業主，至光緒年間的碑上的捐獻者就以陳、林等漳、泉閩籍姓氏為主。
當時陳維英題：「觀音山觀音坑抱觀音寺．頑石頭頭盡向觀音點首」、「和尚洲和尚港對和尚門．淨波面面好為和尚洗心」，被稱讚是就地取材的佳聯。

## 石觀音
1926年，日本人在西雲寺與凌雲禪寺間的參道旁豎立台北西國三十三所靈場，於該年7月3日舉行安座儀式。其中序號第一番至第十番，分布西雲寺附近。五股人回憶，當時日本人會帶麻糬當供品，沿路一尊一尊拜拜，拜完後就送麻糬給當地人吃。每尊觀音設有燭台，部分底座有「台北州台北市施主劉金波捐獻」字樣。
1971年進駐西雲寺的果俊法師，回想過去附近的石觀音保存情況良好，但1981年開始陸續遭竊，最先從腳下西雲路的第二番石觀音被偷，後來西雲路實施道路拓寬工程，第一番石觀音也難以倖免，就連旁邊的風動石亦跟著遭殃，目前寺方保存有第六番千手千眼觀世音菩薩、第七番如意輪觀音、第八番十一面觀音、第九番不空羂索觀音此四尊。

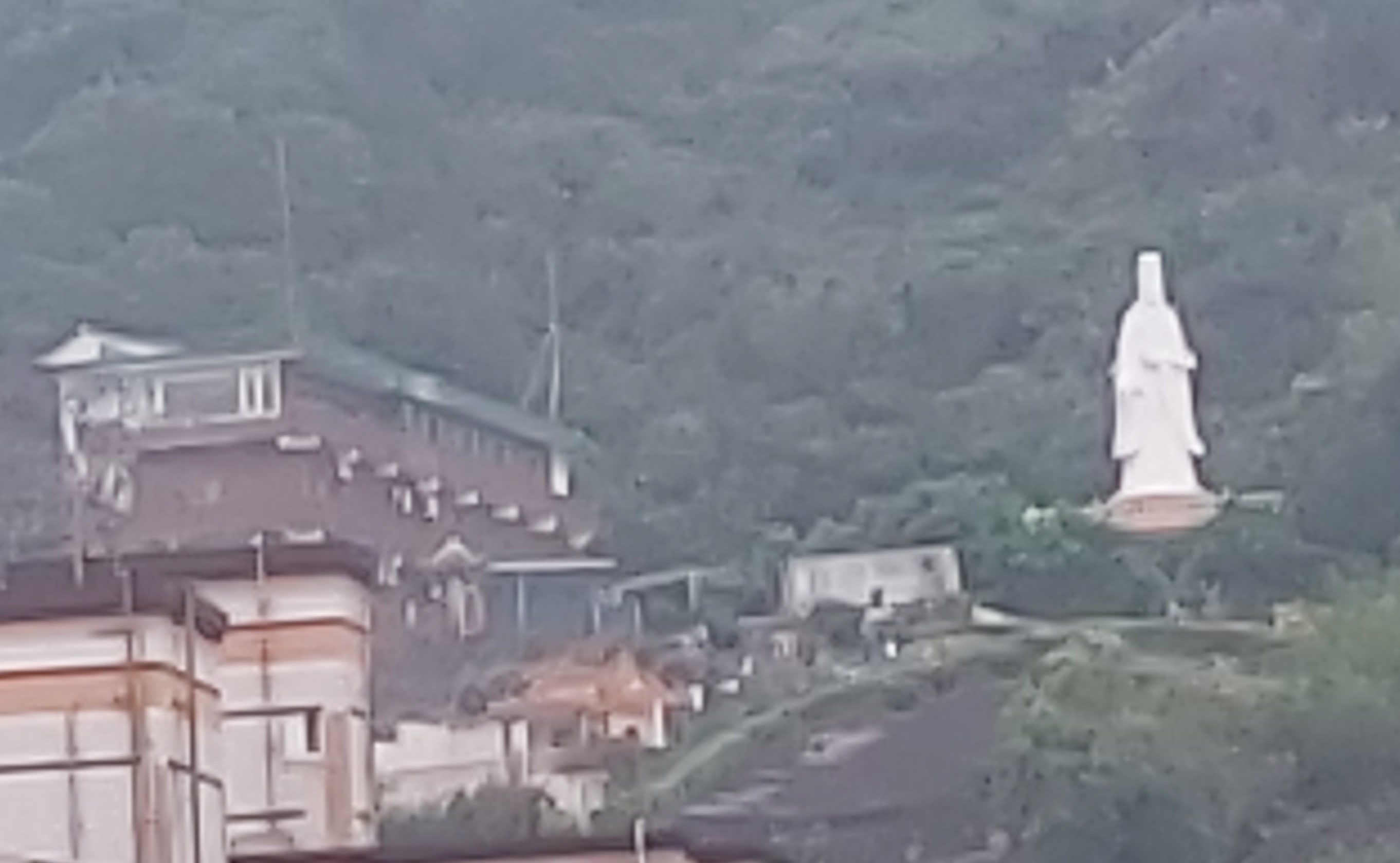
西雲禪寺旁的寺務大樓與附設白色觀音雕像，攝於東西向快速公路

## 整修
此寺為五股的信仰中心，管理權原屬於鄉公所，但交給寺方自行管理後，盛況不再。發生了道、佛宗教與土地產權爭議，造成香火衰退。成州村長洪海清任內積極爭取此三級古蹟西雲寺整修。
1993年尤清任縣長時經專家評估應整修保存，決定加以重修。1996年發包，工程款原為新台幣三千八百多萬元，1998年變更設計，工程款增為四千四百一十二萬零七百一十六元。1998年9月15日，鄭漢騰鄉長主持景觀改善工程，包括鄉代陳次芬、陳明義、村長洪海清、陳大吉、吳國全等人均參加動土儀式，工程包括興建停車場、環山步道以及增設庭園燈等。
1999年12月22日，舉行開光安座大典，由縣長蘇貞昌及悟明長老舉行，五股鄉長鄭漢騰、立委林志嘉、縣議員林義一、蔡郁男、黃中興以及多位鄉民代表及村長等參加。原本被改成大紅的閩南式建築風格，重新恢復為代表客家族群的藍色調。